# Hans van Sweeden
Hans van Sweeden (Amsterdam, 8 maart 1939 – aldaar 12 april 1963) was een Nederlands componist, acteur, dichter en danser.
Van Sweeden werd geboren als zoon van de fabrikant Nico van Sweeden en Truda Dijkstra. Hij volgde de middelbare school en ging in september 1955 naar het Engelse internaat Dartington Hall, waar hij in december echter van school werd gestuurd. Van Sweeden begon met drugs te experimenteren en volgde compositielessen in Utrecht. Vanaf januari 1958 studeerde hij aan het Koninklijk Conservatorium bij Kees van Baaren. Hij werd beïnvloed door Alban Berg en Anton Webern en bewonderde de dichter Georg Trakl die op 27-jarige leeftijd was overleden door een overdosis cocaïne.
In februari 1959 moest Van Sweeden in dienst. Kort daarna was hij een week ongeoorloofd afwezig en toen hij zich weer meldde, werd hij opgenomen in het psychiatrisch hospitaal. In april 1959 werd hij uit dienst ontslagen. In augustus werd zijn dochter geboren. Van Sweeden speelde inmiddels in toneelstukken en films (o.a. in Makkers staakt uw wild geraas uit 1960 van Fons Rademakers), en schreef proza en gedichten. In 1962 werd hij tot zes maanden gevangenisstraf veroordeeld nadat hij zichzelf op 1 februari had aangegeven op het politiebureau Leidseplein wegens bezit van een halve gram hasjiesj. Hij was destijds dakloos en was gedesillusioneerd over zijn muziek voor een televisieprogramma van Ton Lensink. In de gevangenis werkte hij onder andere in de bibliotheek. Na zijn vrijlating vertrok hij naar Maastricht. In januari 1963 keerde hij terug naar Amsterdam.  
Van Sweeden schoot zichzelf op 24-jarige leeftijd met een geweer door het hoofd. Hij werd begraven op Zorgvlied.

## Hans: het leven voor de dood
De cineast Louis van Gasteren had muziek van Van Sweeden gebruikt voor de film Alle vogels hebben nesten (1961). Na de dood van Van Sweeden interviewde hij diens familieleden en vrienden, en maakte de documentaire Hans: het leven voor de dood (1983). Toen deze film in 1985 door de NOS zou worden uitgezonden eiste Van Sweedens vader in kort geding dat een verklaring zou worden toegevoegd waarin hij bezwaar maakte tegen de in de film gewekte suggestie dat zijn zoon zelfmoord zou hebben gepleegd. Volgens de vader was het een ongeluk geweest. Zowel in politiële als justitiële dossiers was echter sprake van zelfdoding. De eis werd afgewezen. In 1983 werd de documentaire bekroond met de Prijs van de Nederlandse filmkritiek.

## Composities
- 3 Nachtstücke - piano
- Kleine prelude - piano
- Andante - piano
- 2 songs - mezzosopraan, piano
- Meander 669 - zangstem, piano[5]
- Gino avec l'occarino - ocarina
- Solo's - viool